# Saint-Célestin (village)
Pour les articles homonymes, voir Saint-Célestin.
Saint-Célestin, anciennement Annaville, est une municipalité de village située dans Nicolet-Yamaska, au Centre-du-Québec, au Québec (Canada).

## Toponymie
Le nom de la municipalité évoque le pape Célestin V (vers 1209-1296).

## Histoire
Le village a été fondé par Mgr Joseph-Calixte Marquis (1821-1904).

## Géographie
Saint-Célestin est situé aux abords de l'autoroute 55, à environ 18 kilomètres de la ville de Trois-Rivières. Cette municipalité est enclavée dans la municipalité de Saint-Célestin.

## Démographie
| 1996 | 2001 | 2006 | 2011 | 2016 | 2021 |
| ---- | ---- | ---- | ---- | ---- | ---- |
| 756  | 737  | 762  | 781  | 831  | 892  |

## Administration
Les élections municipales se font en bloc pour le maire et les six conseillers.
| Saint-Célestin (village) Maires depuis 2001                                                                          |              |         |          |
| Élection | Maire        | Qualité | Résultat |
| 2001 | Raymond Noël |         | Voir     |
| 2005 | Raymond Noël | Voir    |          |
| 2009 | Raymond Noël | Voir    |          |
| 2013 | Raymond Noël | Voir    |          |
| 2017 | Raymond Noël | Voir    |          |
| 2021 | Raymond Noël | Voir    |          |
| Élection partielle en italique Depuis 2005, les élections sont simultanées dans toutes les municipalités québécoises |              |         |          |